# パール判決論争
パール判決論争とは、極東国際軍事裁判(東京裁判)のインド代表判事であったラダ・ビノード・パールの判決書（反対意見書）、およびパール判事の思想や経歴に関する論争。

## 概要
パール判決書では、東京裁判憲章の極東国際軍事裁判では、a.平和に対する罪、b.（通例の）戦争犯罪、c.人道に対する罪の3つの罪のうち、平和に対する罪と人道に対する罪は事後法で、罪刑法定主義に反するとして、平和に対する罪で訴追されたA級戦犯の全被告人は無罪とした。
1953年にパールの日本演説を編集した田中正明は1963年に『パール判事の日本無罪論』（慧文社）を出版し、パール判決での日本無罪について論じた。
これに対して2007年中島岳志は「パール判決書は日本無罪論ではない」と批判し、小林よしのりとの論争が長期間続いた。

## 中島岳志著『パール判事』論争
2007年7月、中島岳志は『パール判事 東京裁判批判と絶対平和主義』（白水社）を出版し、「パール判決書は日本無罪論ではない」と主張し、またパールは日本の再軍備に反対し、非武装中立・世界連邦の樹立を目指していたと主張した。この著書については、西部邁や牛村圭も参加した小林よしのりとの論争が長期間続いた。
小谷野敦は「（論証部分が杜撰な）中島のやり方は、学者失格だと言わざるをえない」「中島著は、ただの論争のための本であって、学問的に新しいものは何もないに等しい」「まだ三十二歳の学者が、こういう本でもてはやされるのは、憂うべきことだと思う」と批判した。
また東京大学名誉教授の中里成章は中島の言うようにパルはガンディー主義者であったかと疑問を呈し、全体として批判的な論評を行った。以後、中島はこの件については沈黙し、中里はのち自ら『パル判事』（岩波新書）を刊行した。
京都大学の山本博之は、パール判決書で共産主義批判を展開したとする中島の主張は説得的でないとした。また世界連邦の樹立を目指したと中島が解釈したパールの原文は、「戦争が犯罪であるか否かを検討するうえで、国際社会における権威は国家主権であると論じた部分」であり、「パールは、世界連邦は理想的であったとしても現実には存在していないと論じているのであって、これをもってパールが世界連邦を理想としていたとするは説得的でない」と批判した。また山本は、インド研究者である中島の最大の特徴であったはずの第一部でのガンディー主義との関係の分析が不十分であるとも批判した。

### 小林よしのりとの論争
- 中島が小林よしのりの『戦争論1』を「パール判事の発言を大東亜戦争肯定論の文脈で使用するのは不適切」[10]と批判したことに対し、小林は、パールは『東京裁判の相対化』のみで登場したのであり、大東亜戦争肯定論は自分自身の主張と反論し「中島の国語力は義務教育以下」と反論した[11]。
- 中島が、毎日新聞に掲載されたパール演説文「伝統的に無抵抗主義を守って来たインドと勇気をもって平和憲法を守る日本と手を握る」に基づいて、「パールは憲法9条を支持していた」と主張したことについて小林は、「パールは日本の平和主義を支持したのであり、平和憲法を支持などしていない[12]」と再反論[11]。
- 「パール判事が平和憲法の中にガンディー主義の要素を見出していた」という中島の主張について小林は、「生命至上主義」の平和憲法と「ナショナリズムを基盤とした独立闘争の手段」であるガンディー主義はまったくの別物であると反論。中島が平和主義を平和憲法として、それを憲法9条に絞り、ガンディー主義に結びつけた事を、史料が無くありえない断定であると批判し、平和憲法とガンディー主義を同一視する中島の解釈は浅はかで自分の主張を投影していると批判した[11]。

これらの批判に対して中島は自身のブログで、パール判事の発言に関する史料考証の原則を提示し、ガンディー主義者のパールが日本の再軍備を批判、非武装中立の重要性を強調していたことを改めて指摘した。毎日新聞でのパール演説文に基づき、パールが平和憲法の中にガンディー主義の要素を見出していると分析しているだけ」とし、自分の主張をここに投影などしていないと反論した。
これに対し小林は、「（オウム事件発生時の）ポストモダンの宗教学者みたいな逃げ方」と批判し、さらに、パールが平和憲法にガンディー主義を見出すことはありえないこと、具体的にはガンディー主義とは死を恐れぬ非暴力・不服従の思想であり、憲法9条との同一視は有り得ないと主張。中島が、この主張は自身のものではないとしたことについては「パールが語っていない事を書きながら、私の主張ではないと答えた事に驚いた」として「憲法9条とガンジー主義が同じだなんていう誤った考えは、あくまでもパールが言ったことだ。自分は始めからガンジー主義の何たるかは知っていた」と居直ったことは、パールに失礼と非難した。中島著には『平和の宣言』からの引用に際し恣意的削除が見られることなどを主張した。これに対し、中島もまたブログで再反論した。
なお小林は、この論争を開始した理由の一つとして、2007年8月に放送されたNHKスペシャル『パール判事は何を問いかけたのか』で「パール判事は、平和憲法の精神が世界に広がることを願っていた」というナレーションで番組を締め括った点を、これは中島に影響されたデマとし、「史料操作をし、根拠なき『新事実』を売りにした本を書き、学者の権威に騙されたNHKがデマを拡散させる事態を見て中島は良心が疼かないのだろうか?」と非難した。

### 西部邁の論争参加
両者の論争に関し、保守派論客である西部邁が、小林に圧倒的に分があるとし、中島の小林批判は短絡的にすぎ、見当外れであったことについて謝罪したらどうかと提案し、小林の歴史観は中島が批判する「自称保守」とは一線を画する、とした。その一方で、中島が従来のパール観に一石を投じた点を認めるべきとし、中島のパール論のおおよそを支持し、渡部昇一らを「自称保守」として批判した。
これに対し小林は、「西部は『判決書』も『平和の宣言』も、一切読んでいない」とし、パール判決書は反対意見書であり、「東京裁判史観」と「パール判事の史観」は対立したものであること、西部がパールを「ナショナリズムの欠如」としたことに対しては、パールは「ナショナリズムの本源」でナショナリズムの必要性を主張していると述べ、西部に対して「保守思想家の廃業か?」などの辛辣な反論を記し、二度と自分は「保守派」になど分類されたくないと締めくくった。
同月、中島は、「パールの主張の一部を援用している人々への批判を、自称保守とは一線を画した面のある小林の議論に還元したことについては、私自身バランスを欠いていた」「小林の影響力の大きさにひきずられてしまったことについて、私自身、反省すべきだと思う」など、小林の大東亜戦争の見方に同意できる部分が多くあるとした。その上で、「小林のパールに関する記述は、いささか平衡を崩しているのではないか」とし、「保守とは極端を排するものではないか」と主張。「戦力不保持」論や再軍備反対論を含めたパールの思想の全体像を議論すべきことを主張した。また、毎日新聞の記事を採用した理由については、毎日新聞の記事は「平和主義」と「平和憲法」が訳し分けられていること、また『平和の宣言』の側は「田中正明は提示する史料に自らの主観を反映させることがある」として、田中が主観に基づいて史料の修正を行なったのだろうと主張した。そして「若輩者に力を貸して欲しい」と小林に「月刊現代」での対談を要請した。
中島からの対談の要望に対して、小林は、「史料批判」を交えた論争なのだから対談は無意味と回答。そして当初の批判を取り下げていない点などを挙げ、何を謝罪しているのか不明瞭と指摘して「対談するには、今後明らかにしていく中島の本の誤謬に中島はどう対処するのか、筋を通してもらいたい」とした。そして、中島が小林に対して保守とは何かを説いたことに関しては、過去に「論座」誌上で中島が小林を右翼と定義したことに触れ、「なぜ今回は過去のように、わしを右翼と言わなかったのか?」とし、先の論文に続き、自分は保守でなくて構わないと主張した。また、パールがガンディーの影響の下に裁判の管轄権の範囲を決めたという中島の主張に関して、小林は、管轄権の範囲は「連合国が中立義務を守らず、日中戦争に介入していたため、宣戦布告の有無に関わらず支那事変（日中戦争）と大東亜戦争（太平洋戦争）が連続していた」とパールが判断したことにより決められたと反論した。また、中島の史料検証の方針に関しては、信用ならないとした田中の『平和の宣言』に依拠しているのはダブルスタンダードであると批判した。また、「田中が主観に基づいて史料の修正を行なったのだろう」とする中島の主張に対しては、「それには、当時の田中が改憲派であり、平和憲法に反対する主観を有している事が大前提」だが、当時の田中は日本国憲法の精神を認める「平和憲法・護持論者」であり、中でも第9条を高く評価していた史料を提示し、平和憲法を平和主義に改変する主観を有していないと主張した。
なお、西部に批判を受けた渡部昇一は、中島・西部の主張に対し「奇怪な妄論」と断じ、保守同士で喧嘩をするつもりはない、西部個人はよい人だと分かっているとしながらも、西部の主張はウエストファリア条約以降の近代裁判自体を理解せず、判事個人の思想と判決の区別を知らないと批判した。

### 小林『パール真論』での批判
2008年6月23日、小林は連載と書き下ろしから成る『ゴー宣SPECIAL「パール真論」』を発売した。新章で新たに行われた中島批判を以下に示す。
- 15章「パールは反共主義者だったのか?」では、中島は「法律家としての中立性を強調したパールであったが、共産主義に対しては、一貫して厳しい立場を堅持した」など、パールが判決に反共主義を持ち込んだとしたが[25]、小林は「かような感情が正当なものかどうかは、本官の論ずべきことではない。（共同研究パル判決書上504）」と続く部分を挙げ、パールはイデオロギーで共産主義を批判したのではないとし、中島の解釈は家永三郎の丸写しであり、中島は「偽装保守」と批判した。
- 16章「パールは南京事件をどう見たのか?」では、パールが南京事件に懐疑的であることを挙げ、それが事実認定されたのは、弁護側が南京事件の事実関係を争っていなかったためと主張。さらに証拠不十分である被告を死刑にした東京裁判・判決への反対意見書がパール判決書であり「東京裁判の意義をパールが認めた」とする解釈は成り立たないとした。
- 20章では、昭和27年4月の『日本無罪論ー真理の裁き』重版にあるパールの手紙の二通目を掲載[26]。「”Japan Not Guilty"」というタイトルに、パールは何の批判も行わず、判決全文が日本国民に読まれる事を要望し「私の判決文の英語原文が外部の国々に読まれて、日本に対する戦時宣伝の有害な効果が完全に圧服されんことを望んでおります。」と結ぶ手紙を書いていた事を提示し、日本無罪論がミスリードとする主張は無効であるとした。

### 中島・西部の対談
中島と西部は、2008年7月17日に『パール判決を問い直す「日本無罪論」の真相』を講談社現代新書から発売した。中島は、小林の「恣意的に日本批判を切り取っている」という批判に対し、パールの日米開戦の主張をまとめた文書を再び出し「史料改竄の捏造犯」と呼ばれることに反発した。本文では、小林などに対する具体的反論は行われず「自称保守」に対する抽象的批判が中心となった。
小林は、この新書に対して最も痛烈に西部・中島を批判した自分への言及を避けておきながら、誰を指しているのか不明瞭な「自称保守派」を批判する態度を批判した。また、西部が「法と道徳は全く別物とする、パールの法理論の背後にある思想」としてハンス・ケルゼンの法実証主義があるとし、「法に道徳や慣習が関与する余地がないという形式主義を自称保守派が受け入れるというなら、「では、あなたたちの保守とは何なのか?」と問うてみたい。」と、自称保守派は近代主義者と批判したことに対し、小林は、ケルゼンが「法が道徳的であるべきだとの、即ち、善くあるべきだとの要求を排斥するのではない」（『純粋法学』28P）と、法と道徳が別物とは考えておらず、分離する理由は「そもそも『正義』とは『幸福に対する人としての永遠のあこがれ』ではあるが『一般に合理的認識によって到達し得ない』からである。もしも合理的認識によって基礎づけられる正義があるとすれば、法律が存在する意味がない。」と、「正義」に「合理的認識」によっては到達しないためであり、仮に到達するのであれば、立法自体が無意味というのがケルゼンの主張であると反論した。
- 中島は、ケルゼンは「事実（であること）」と「当為（であるべきこと）」を厳密に区別し、「当為」を法から除去しようとし、「その事実は制定法と判例であるというのが、ケルゼンの純粋法学」と説明した[31]が、小林は、ケルゼンが「実定法において構成事実が互に結合されているところの特殊な様式をいやしくも把捉し、表現しようとするならば、この点において当為を欠くことを得ない（『純粋法学』44P）」と、実定法には「犯罪者は刑罰を受ける」という「事実」ではなく「犯罪者は刑罰を受けるべきである」という「当為」でなければならないと言っているとし、規範や当為を無視すれば「法律生活が日々表示されるところの幾千の言葉のすべてがその意味を失ってしまう」と主張、中島の説明とは正反対であると反論した。
- 同じく中島が、ケルゼンを批判し「Aという法は、どうして法律として妥当なのか」と問うた場合、ケルゼンの理論によると、「それはAという法の上位にある法に則っているからだ」[32]と、最上位の法は「根本規範」に行き着き、それが何なのかは問われない、理論の根本が「ブラックホール」としたことに対して、小林は「最後には、一人の簒奪者又は任意に形成された団体によって発布された歴史的に最初の憲法に到達するであろう。（『純粋法学』106P）」と、国家の歴史に問うことがケルゼンの「根本規範」であると反論。「西部・中島が言うような『法と道徳は全く別物だ、法に道徳や慣習が関与する余地がない』などということは、パールもケルゼンも唱えていないし、そんなことを信奉している『自称保守派』など、どこにも存在しないのである。」[33]と批判を行い[28]、「他にも西部・中島は大量にインチキをしゃべっているが、それらは全て『パール真論』で論破したことの繰り返しだ。」[34]とした[35]

### 牛村圭による批判
東京裁判研究者の牛村圭は、中島著がインド時代のパールの思想と活動を明らかにした点は評価に値するとする一方で、「論証の手法がかなり重大な問題を孕む」とし、田中正明を経由した史料には問題が多いとしながら田中が編集した史料を使用している点を、「少なくとも『平和の宣言』に編集再録した論考ではなく、新聞・雑誌初出の折の論考・記事にあたり、それを引くのが学問的良心の発揮ではないか」として、「著者の史料を扱う方針に一貫性が欠如している」と批判した。さらに、戦後日本の左派論壇を批判の対象としていない点、『パル判決書』についての公正な読みを提示しようとして来た先行研究にほとんど触れていないという点を「学問的誠実さに欠ける」とした。また、パールが憲法9条を支持していたという中島の説については、「何度読み返してみても、にわかには首肯できない」と批判した。また、中島と小林の論争に関しては、「長文の資料の中から、自己の主張に都合がいい部分のみを用いて引用しているという小林の指摘は説得力を持つ」と小林を支持し、中島著を評価した書評者に対しては、「こういう書評者は、この書を評するには適任ではない」と批判した。また、「小林の半年に及ぶ議論から学ぶことがあった。一人の研究者として謝意を表したく思う。」とし、問題は「パル判決」が「日本無罪論」か否かに収斂するとして、「如何なる訴因にも該当せず、とした「パル判決」は、従って「無罪論」だった、と考えるのが妥当だろう。判決はあくまで訴因の判定を介して下されるのである。小林よしのりが「無罪論」であって「無謬論」ではない、と説くのはこのことである」とした。ただし東京裁判は、日本を訴追したのではなく、旧敵（連合国）によって選抜された個人を裁いたのであり、「無罪論」に「日本」を冠する事に関しては、「七年にわたる占領期に、東京裁判も含め様々な形で、戦前戦中の日本は否定的に占領軍によって提示された」ことや、東京裁判が「個人を訴追しながらも日本の近代史解釈を勝者連合国が提示したという側面を持つ」事から、占領終了直後の田中正明と吉松正勝の著作が、共に「日本無罪」を冠した意味を認めながらも「この国際軍事法廷が訴追したのは日本ではなかったことが確認できる。パルが二十数名の被告の判定を通して日本という一国家の「無罪」の主張をも企図していたとしても、田中正明が書いたようにパル自身「日本無罪論」という書名を了解していたにしても、「無罪論」の前に日本を冠するのは、個人を裁いた東京裁判という史実と乖離し、議論が噛み合わなくなろう」と、そもそも東京裁判で「日本国」は裁かれていないという見解を表明した。そして当時の状況として、東條英機が英米法の手続きのため「無罪」を表明しただけで「罪状認否で「無罪」と答えた旧指導者たちはあらゆる戦争責任を回避し始めるに違いない、実に見苦しい、と、英米法の仕組みなど分からぬ当時の日本国民は予測したのだろう」（120頁）となったが、その後「勝者の訴因は肯じ得ないが自国民への敗戦責任をとる旨」を明言した事で、国民の眼差しが大きく変わったことを、「この戦時宰相は主張を改めたのではない。罪状認否で「無罪」と答えた時から一貫して、自国民に対しては敗戦を招いた責任を痛感する一方、勝者の法廷が糾弾する侵略戦争遂行等の刑事責任は肯じ得ない、という姿勢に変わりはなかった」（120-121頁）とすることで、当時の日本人の道義的感覚と、刑事裁判のズレを語り、改めてパル判決の「起訴状の全ての訴因について無罪」("Not Guilty of any of tye counts of the indictment")を確認し、なぜ「無罪論」と断じることに躊躇する気持ちが生じるのかを、日本語における「罪」が、道徳や法など多岐に渡るのに対し、英語で「罪」を意味する言葉は「crime(法律上の犯罪)」「guilt((違反に原義を持つ)有罪)」「sin（神の掟に背く）」など多彩である事などを挙げ、これらの文化の違いが、「無罪論」をめぐる論争、罪状認否で「無罪」と答えた「A級戦犯」への非難をも生んできたと考えて、おそらく良いのだろうとした。
これに小林は「このように公正に評価してくれることに対して、こちらからも謝意を表したい」 とし、牛村が「（占領解除直後の「日本無罪論」を容認した後）そして続けて記した―――『敗戦から六十年経つ現在、『パル判決』は『日本無罪論』である、という形でまとめて紹介するならば、肯定否定どちらの立場に立とうと、それは為にする浅薄な解釈であるのは論を俟たない』。だが、この見方を修正する必要があるように思い至っている」とした「知的誠実」に対し、「牛村氏のこの態度はメンツだけでデマを拡散させる権威主義者だらけの学者の中で、わしを甚く感激させる」とした。ただし、「日本無罪論」ではなく「無罪論」とした部分は「東京裁判研究の先達に言うのも釈迦に説法という気がするが、ポツダム宣言では確かに個人を対象にしていた」が、裁判はポツダム宣言を無視したチャーターにより開かれたもので、そこには歴然たる国家の行為を裁くことが記されていた点、「国家弁護派」であった清瀬一郎が「本件においては被告を含む日本国家が、検察官の指摘する十七か年の全期間にわたって国際法的の犯罪を続行していたということが、検察官の根本の主張であるのでありますと、「被告を含む日本国家」が裁かれているのだと発言している」とし、それに無罪を下した以上、「『日本無罪論』という言葉は決して史実に乖離するものではない」と語った。
これに対し牛村は、戦後日本において、全員有罪の「日本前科者史観」にパル判決が解毒剤となったこと、「対日戦犯裁判が一方的な「勝者の裁き」だったのは事実であり、憤慨を口にするのは人として自然な感情の発露」と、それに倫理的糾弾を加える意図は無いとした上で、研究者としての「客観性」の心構え、「パール判事」論争について「誠意を持って拙稿に目を通して下さった相手である。返答は礼儀でもあろう」として、「極東国際軍事裁判所という裁きは「極東における重大戦争犯罪人」という個人を訴追の対象とし（極東国際軍事裁判所憲章第一条）、「平和に対する罪を包含せる犯罪につき個人としてまたは団体員として訴追された極東戦争犯罪人」という個人の審理を目的とする裁きだった(極東国際軍事裁判所憲章第五条)とし、日本国家の行為を裁く意図はなく、あくまでも「「歴然たる国家の行為」を推し進めた個人を裁く」というのが、東京裁判憲章が提示する枠組みとした。そして条文は厳密に解すべき文章であり、「国家の行為」を裁くという解釈が入る余地は無いと加えた。ジョセフ・キーナンが冒頭陳述で「世界を通じて被告を含む極めて小数の人間が私刑を加へ自己の個人的意思を人類に押しつけんとしたのでした。彼らは文明に対し宣戦を布告しました」「国家自体は条約を破るものでなく又公然たる侵略戦争を行ふものでもないと云う事を再三再四強調する必要があります。責任は当に人間と云ふ機関に在る」など、日本国家ではなく「責任は個人にあり」という方針が再確認されたとする。「もちろんキーナンの主張には政治的意図が見え隠れする」と、日本本土への空襲という惨害をもたらしたのも被告たち、国民一般も犠牲者、自分たちが糾弾するのは、日本国でも国民一般でもなく被告たちだと主張し、国民が戦時指導者たちを指弾し、軍事法廷を支持するようにし向けたと語った。そしてパール自身も、この枠組みに基づいて「全員無罪」の判決を出したのが東京裁判という史実であるとする。そして、被告を通して「歴然たる国家の行為」を裁こうとしたから「パル判決」は日本無罪論と主張するのは、別の枠組みで論じる事であり、「同じ土俵で正反対の結論を導き出し主張したからこそ、「パル判決」は強烈なメッセージを発する」と語り、まず「厳密な意味での裁判の枠組み」が本筋で、「日本無罪論」という解釈の可能性の議論は副次的な議論であると言うのが、現在の自身（牛村）の見解であり、「この視角にたどり着いたのは、他ならぬ小林の展開してきた議論を追ってきたからに他ならない。反論を呈しつつも、史実を熟考し自らの東京裁判論を発展させる機会を与えられたことに対し、改めて感謝したい」とした。そして弁護方法の対立に関して、必ずしもブレークニが個人弁護、清瀬が国家弁護という解釈は当たらないとし、ブレークニが弁護した梅津美治郎や東郷茂徳も「国家弁護」より「個人弁護」に力を置いたとは言えず、「国家弁護と個人弁護」の対立は東京裁判の神話であり、明確に「国家弁護」の論陣を張った東條英機を除いて、弁護人の回想録に書いてあっても区別は判然としないとし、「個人弁護」派の重鎮と見なされた高柳賢三（鈴木貞一被告担当）が「侵略戦争とか自衛戦争とかいう区別いかんにかかわらず、国際法はそれを処罰することはできない、というのがわれわれの立場でした」と、日本の戦争が自衛か侵略か、という政治的意味に関わらず「全部を無罪と主張」しており、これは国家弁護そのものではないだろうかと主張。小林が、清瀬の冒頭陳述を引き「日本国家が裁かれている」という見解が存在したと指摘したことは、清瀬のそれはポツダム宣言の枠組みから逸脱しており、効果的な反論になり得ていないと、「占領下「勝者の裁き」に敢然と立ち上がった義を尊ぶその姿」に感銘こそすれ非難する気はないとしながらも指摘した。そして「パール真論」に紹介された"Japan Not Guilty"をパールが承諾したとした事実は、「私人としてのパル自身が、自分の意見書には「日本無罪論」として読める可能性もある、と認めたということだと私は考えている。」とし、法廷で自己の意見書を「日本無罪論」と言うことはありえず、パールは訴因に照らし合わせ、全被告無罪とすることで任務を全うした、とする。そして「パル判決＝日本無罪論」とする論者に対し、それを是とするならば、パールが私人として語った昭和41年秋の「あの戦争裁判で、私は日本は道徳的には責任はあっても、法律的には責任はないという結論を下しました」も是としなければいけないとし、読みの可能性としての「パル判決＝日本無罪論」を否定はしないが「日本無罪論とすべきだ」という主張に嫌疑を呈すると結んだ。
日暮吉延は、「最近もパルをめぐる『論争』があるようだが、この点、筆者のもっとも信頼する東京裁判研究者である牛村圭が『諸君!』2008年1月号でパル判決研究のあり方を泰然と正しく説いたので、それで決まりだと思っている」とこれを支持した。また、日暮は『パール判決書』を「日本無罪論」とする見方を批判するも、「多数判決を評価できないのと同様、パル判決-こちらのほうがずっとましだが-にも高い評価は与えられない。どちらも偏っているからである」と、パール判決への評価は低い。なお、前出の『NHKスペシャル』は、パールの無罪判定などの後に「しかし」という形で判決書内の「日本軍の残虐行為や、満州事変以降の歩み」に否定的と取れる箇所を強調する構成だった。

### 法学理解への批判
八木秀次は、「平和憲法/平和主義」「田中正明」「日本無罪論」など既存の論点で小林支持の主張を行い「ここで法実証主義ないし罪刑法定主義を持ち出してくるのは、後にも述べるように刑事上は無理でも道義的には日本を犯罪国家にしたいという「為にする議論」であるとの疑いすら浮上する」と西部・中島を批判。パールが実定法にこだわったのは、法実証主義とは関係なく、裁判官としての職業倫理に忠実であっただけであり、「パールが法実証主義者でないことは中島氏も『パール判事』や『問い直す』で明らかにしている」と、中島の説明では、パールは元々古代ヒンドゥー法の研究家で「パールにとって「法」とは、設計主義的に構築されるものではなく、歴史的に受け継がれた文明的英知であり、宗教的価値を内包させる存在論そのもの」で、八木はパールが歴史法学の系譜に連なる学者ではないかと推測。なぜ（中島は）それを法実証主義者として語っているのか理解に苦しむ、とした。
山崎充彦は、中島の法学理論への無理解と歪曲を批判した。
- 中島はケルゼンを法実証主義の代表者の如く取り上げているが、法実証主義はケルゼンの独創理論ではない。自然法論に対抗する法実証主義は、十九世紀ドイツのゲルバーやラーバントらによって体系化されドイツ第二帝制の存立とその法的安定性を保障する理論であった。純粋法学は、ビスマルク帝国の侍女と化した法学理論から政治性などを除去しようとする理論であって、法実証主義の系譜の中では、「特殊ケルゼン的法実証主義理論」とも言えるものであった。
- 中島は、ケルゼン理論は反保守思想的立場[52]と批判するが、ケルゼン自身が「苟も政治的傾向であって、純粋法学がまだ嫌疑をかけられなかったものは一つもない。しかし、まさにそのことこそ、純粋法学が自ら為しうるよりもよりよく、その純粋性を証明する」[53]と言う通り、イデオロギーによる批判こそケルゼンが最も問題にした点である[51]。中島のケルゼン痛罵など、ケルゼン自身が『純粋法学』発表時点に当然に考慮していた点であり、所詮は、法（法律）観の相違でしかない[51]。
- 中島の発言「保守派であるならば、道徳や慣習、伝統的価値、社会的通念は『法』と無関係であるという法実証主義をこそ批判しなければなりません。また、成文化された実定法を超えた道徳や倫理が世の中には存在するということを主張しなければなりません」[54]であるが、我が国の判決文において、しばしば「社会通念上認められる」や「当然の法理」という文言が登場する通り、実定法解釈において「道徳や慣習、伝統的価値、社会的通念」は一定の意味を持っており、法実証主義がかかるものを全否定しているわけではない[51]。また、この「道徳や慣習、伝統的価値、社会的通念」を法律と過度に接合し実定法の彼方に「成文化された実定法を超えた道徳や倫理」を置くことは、法的安定性を著しく害するのみならず、政治権力者の恣意的な法運用を招来し、たとえば北朝鮮憲法の「社会主義的生活規範[55]」は（中島が言う）「成文化された実定法を超えた道徳や倫理」である、との主張も可能である。実定法秩序の上位存在に絶対的優位性を認めるのは「革命精神の前に法は沈黙す」との論と同義なのである。近代刑法では、この「実定法を超えた道徳や倫理」が暴走し罪刑法定主義の大原則を崩さぬように「犯罪構成要件の定型化・厳格化」や「刑法における類推解釈の禁止」などの法原則を掲げ実定法解釈の幅を可能な限り限定しようとし、刑法理論も行為無価値論から結果無価値論が主流である[51]。
- さらに、中島が言うところの「道徳や倫理」を「人道」「平和」と読み替えればそれは即、極東国際軍事裁判の訴因となり、つまり中島発言は論理構成上、極東国際軍事裁判の法的正当化理論である[51]。